# Rypławki
Rypławki (niem. Riplauken) – część wsi Siniec w Polsce, położona w województwie warmińsko-mazurskim, w powiecie kętrzyńskim, w gminie Srokowo. Wchodzą w skład sołectwa Siniec.
W latach 1975–1998 Rypławki administracyjnie należały do województwa olsztyńskiego.
Na południe od miejscowości znajduje się rozległy obszar bagnisto-błotny zwany Błotami Mażańskimi.
W początkach XX w. Rypławki jako folwark należały do Sińca.